# Крекінг-установки у Дая-Ван
Крекінг-установки у Дая-Ван — складові частини нафтохімічного майданчика, розташованого на узбережжі провінції Гуандун на північний схід від Гонконгу.
Проект реалізували через компанію CSPC китайська China National Offshore Oil Corporation (CNOOC) та енергетичний гігант Shell (кожен з партнерів має по 50 % участі у капіталі). Введена в експлуатацію у 2006 році установка парового крекінгу мала потужність 800 тисяч тонн етилену на рік. Вона могла піддавати піролізу різні види рідких вуглеводнів, тому також продукувала 430 тисяч тонн пропілену, 165 тисяч тонн бутадієну і 450 тисяч тонн піролізного бензину (високооктановий компонент моторного пального). В 2010-му виробництво модернізували до показника у 950 тисяч тонн етилену і 500 тисяч тонн пропілену.
На цьому ж майданчику звели ряд похідних виробництв, які після модернізації могли продукувати 260 тисяч тонн поліетилену високої щільності, 250 тисяч тонн поліетилену низької щільності, 350 тисяч тонн моноетиленгліколю та 640 тисяч тонн мономеру стирену. Пропілен призначався для полімеризації у поліпропілен (260 тисяч тонн) та виробництва оксиду пропілену (290 тисяч тонн).
В 2018-му на майданчику запустили другу установку річною потужністю 1,2 млн тонн етилену, котрий призначається для поліетилену високої щільності (400 тисяч тонн), лінійного поліетилену низької щільності (300 тисяч тонн), оксиду етилену (150 тисяч тонн), моноетиленгліколю (480 тисяч тонн) та мономеру стирену (630 тисяч тонн). Піролізу піддаватимуть широкий спектр сировини — етан, гази нафтопереробки, газовий бензин та важкий залишок гідрокрекінгу. Продукований при цьому пропілен спрямовуватиметься на полімеризацію (400 тисяч тонн) та новий завод епоксипропану (300 тисяч тонн). Виробіток бутадієну на новій установці становить 180 тисяч тонн на рік.